# Begonia wasshauseniana
Espèce
Begonia wasshauseniana est une espèce de plantes de la famille des Begoniaceae.
Elle a été décrite en 2012 par Ludovic Jean Charles Kollmann (1965-) et Ariane Luna Peixoto (1947-).
L'épithète spécifique « wasshauseniana » est dédié au botaniste germano-américain Dieter Carl Wasshausen.

## Description
C'est une plante saxicole se présentant comme un arbuste de 1,5 à 2 m de haut.
Les feuilles sont sur des pétioles 30 x 2,2 mm, rougeâtres et poilues.
Les fleurs mâles (étaminées) sont sur des pédicelles d'environ 6 mm de long ; elles sont de couleur rose avec des trichomes de couleur rouille, avec 2-sépales et 2 pétales. Les filets sont soudés en une courte colonne.
Les fleurs femelles (pistilées) sont sur des pédicelles de 4 à 5,5 mm de long ; elles sont de couleur blanche.
Les fruits sont des capsules de 3-5 x 4,5 mm, blanches ; pourvues d'ailes 3,5-4 x 1-1,3 mm, qui produisent des graines oblongues de 0,4 x 0,2 mm.